# Grottes de Cravanche
Les grottes de Cravanche sont un ensemble de grottes située à proximité de la ville de Cravanche mais sur la commune de Belfort, dans le département du Territoire de Belfort en Franche-Comté.

## Géographie
La commune de Cravanche est à cheval sur deux époques et deux massifs : le Jura, du côté du Mont, au calcaire de couleur claire, et les Vosges, avec le schiste gris du Salbert.

La limite de ces deux mondes minéraux est une faille qui a formé les grottes de Cravanche.

## Histoire

Plan de 1948.

Cette grotte a été découverte le 2 mars 1876 lors d'un tir de mine dans la carrière pour extraire la pierre destinée à la construction du fort du Salbert. Elle abritait une nécropole néolithique importante, renfermant une douzaine de squelettes ainsi que de nombreux petits objets, poteries décorées, outils, armes en pierre et bijoux ; ce matériel est exposé au Musée de Belfort. Cette occupation de la grotte a eu lieu entre 3000 et 4000 ans av. J.-C., d'après les datations.
Ce lieu fut classé site à caractère artistique en 1911.
La Société belfortaine d'émulation organisa des visites entre 1891 et 1933 puis la grotte fut fermée pendant 75 ans.
Elle a été dégradée, entre autres par les nombreuses visites, et a subi plusieurs effondrements. Des travaux d'aménagement ont été conduits dans les années 2000 pour la rendre à nouveau accessible au public. Depuis 2008, les grottes ne sont plus ouvertes au grand public ; seules des visites exceptionnelles y sont organisées à l'occasion des journées du patrimoine et pour des groupes scolaires.

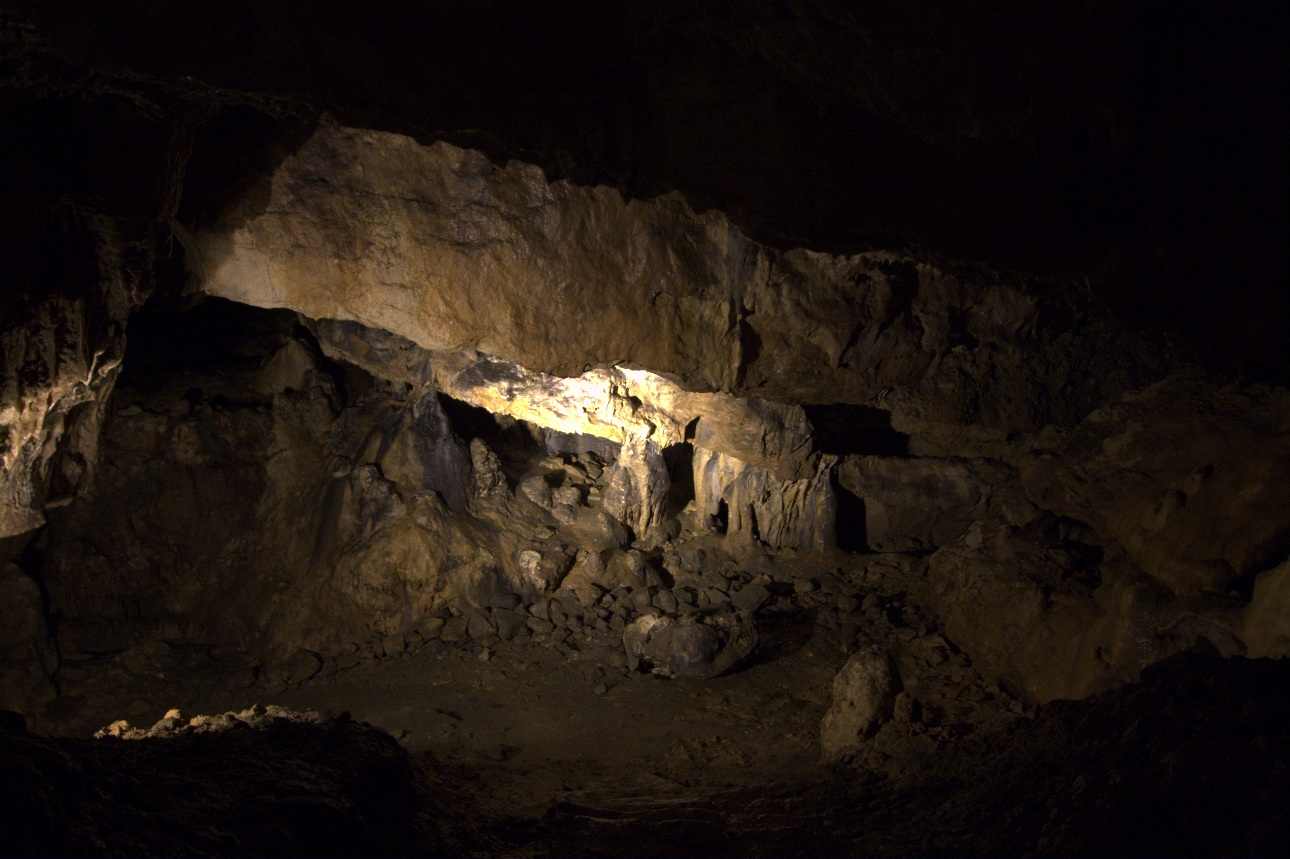
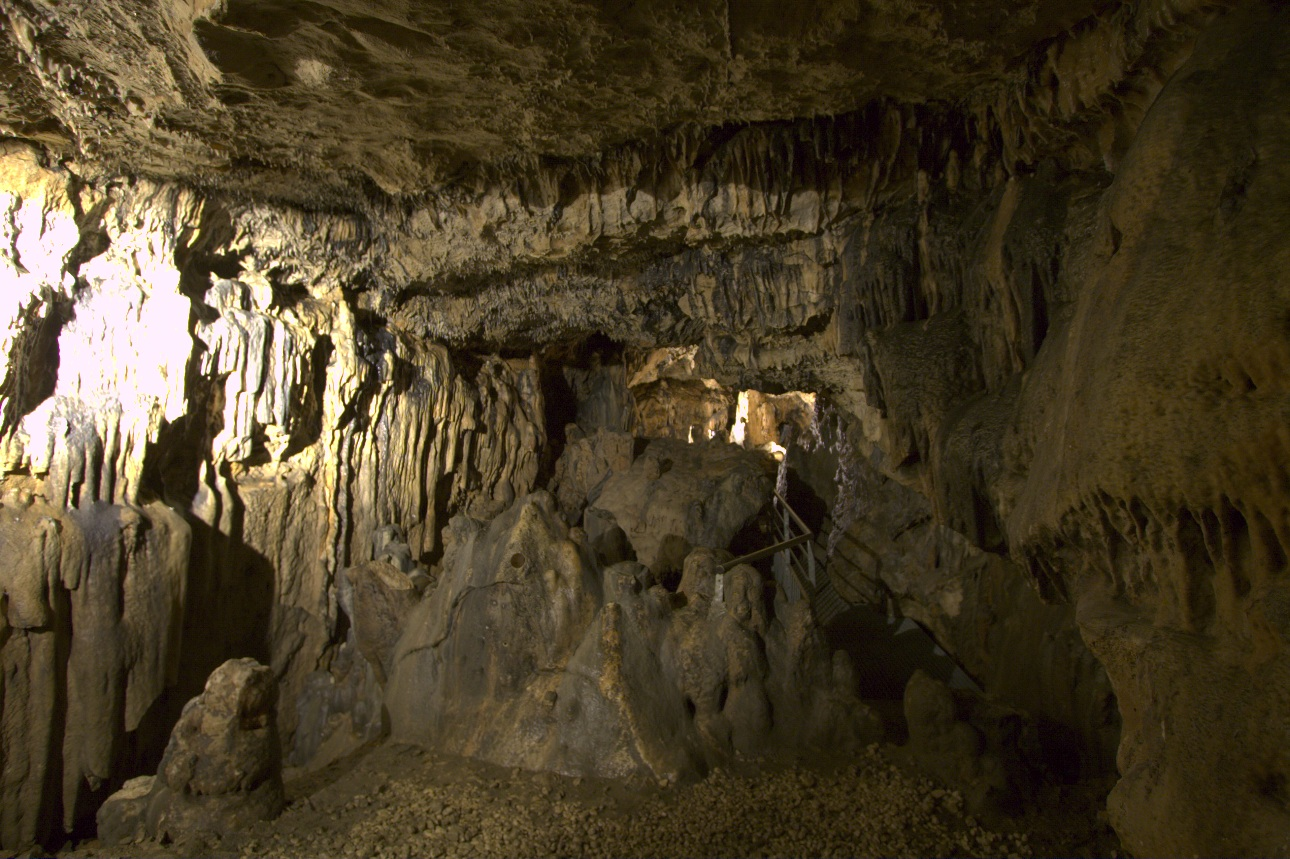
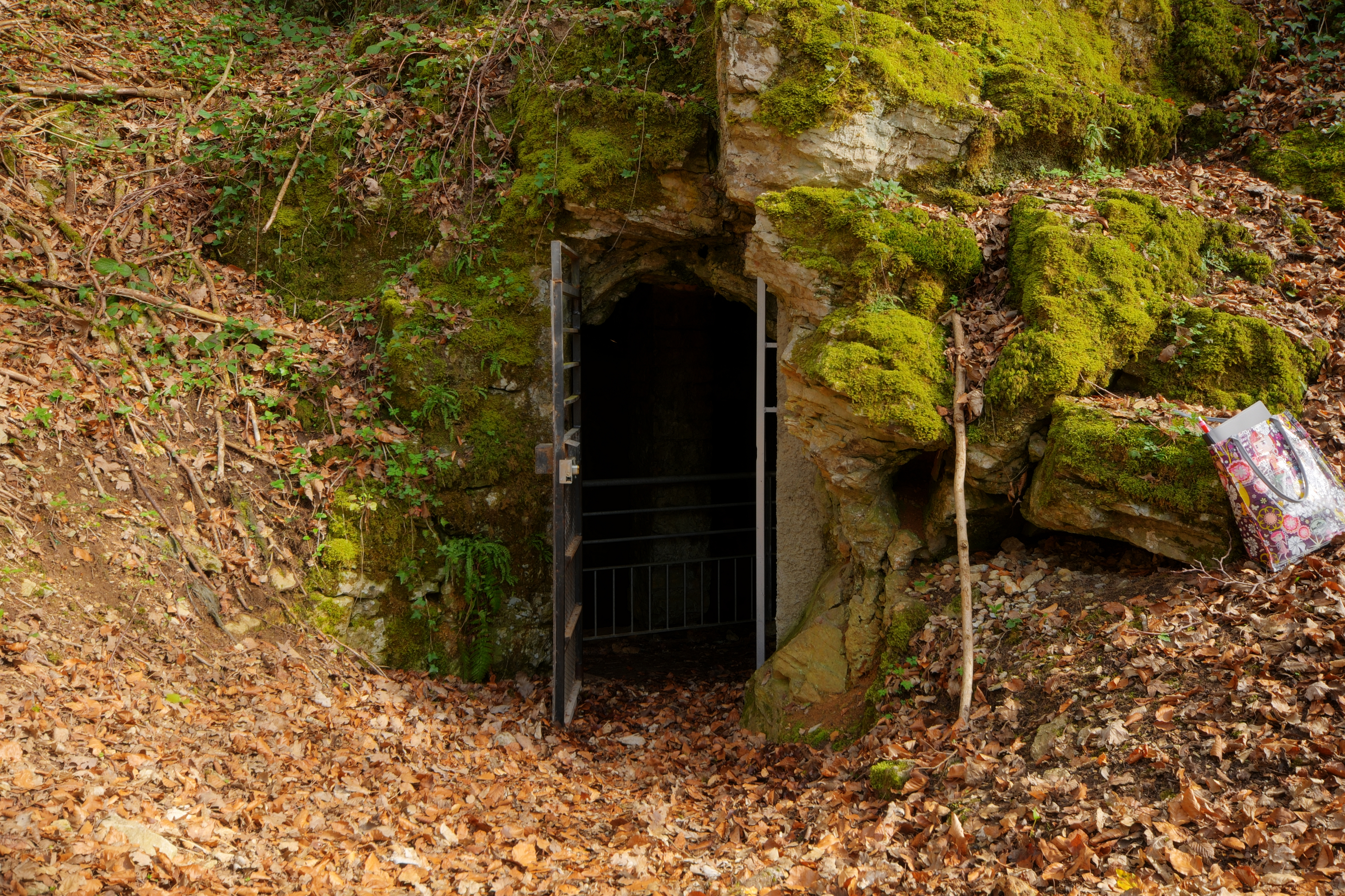
Une porte d'accès à la grotte.
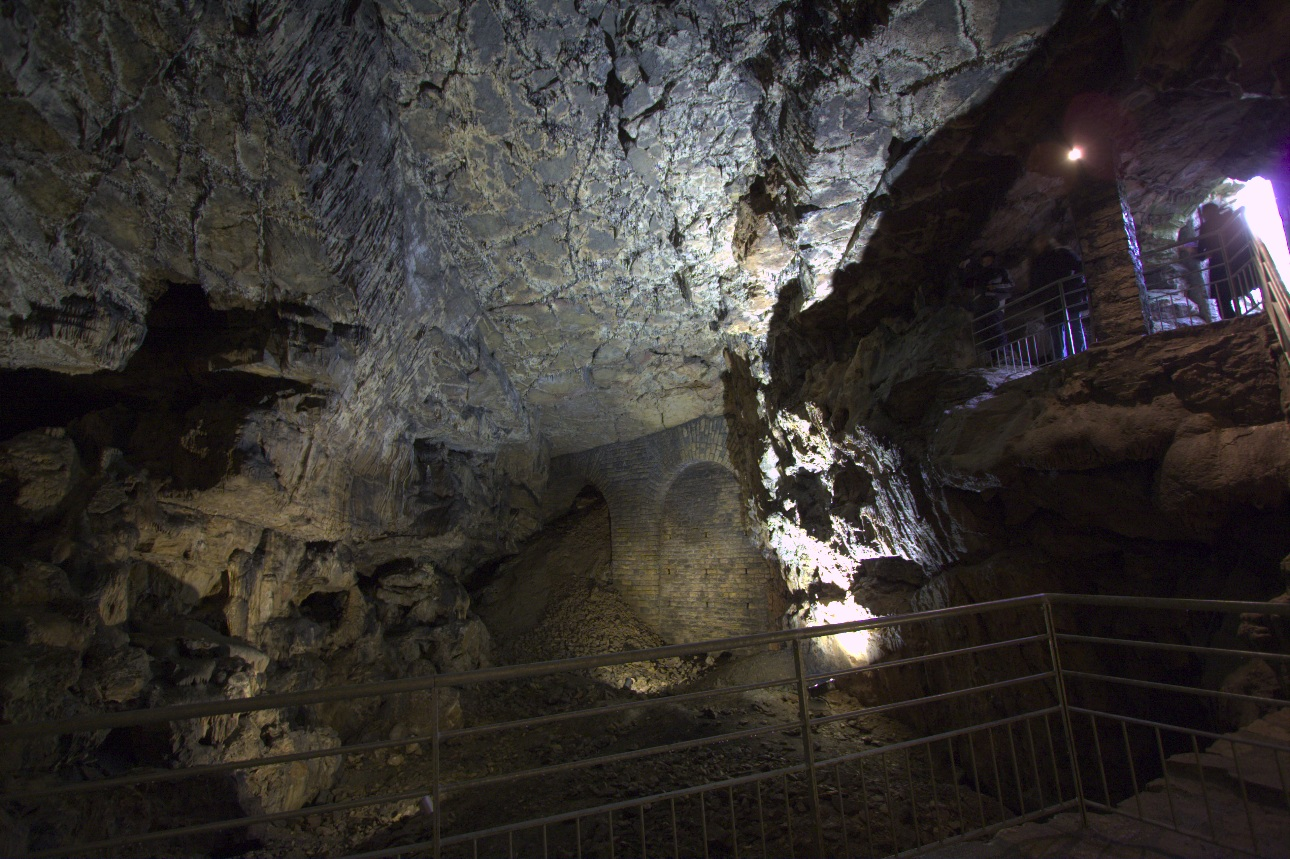
La grande salle.

Actuellement la grotte sert de gîte pour l'hiver à une colonie de chauves-souris.
D'autres cavités localisées plus à l'ouest de la nécropole ont été explorées dès 1835 puis utilisées comme glacière pour entreposer de la bière.